# Pontiac Bonneville
Pontiac Bonneville är en bilmodell byggd av Pontiac åren 1957-2005. Namnet har hämtats från Bonneville Salt Flats, ett ökenområde i Utah, USA, som under lång tid använts för att sätta hastighetsrekord med bilar och motorcyklar. En Bonneville hade det prestigefyllda uppdraget att vara Pace Car vid motortävlingen Indianapolis 500 1958.
- Wikimedia Commons har media som rör Pontiac Bonneville.